# Michael Gallup
Michael Gallup (* 4. März 1996 in Atlanta, Georgia) ist ein US-amerikanischer American-Football-Spieler der Washington Commanders in der National Football League (NFL) auf der Position des Wide Receivers. Er war 2024 für die Las Vegas Raiders und davor sechs Jahre lang für die Dallas Cowboys  aktiv.

## College
Gallup spielte ab 2014 am Butler Community College in El Dorado im US-Bundesstaat Kansas. In seinem Jahr als Freshman gelangen ihm 11 Touchdowns sowie 780 gefangene Yards. Eine Knieverletzung zwang Gallup einen Großteil der Saison 2015 auszusetzen. Er konnte an lediglich vier spielen teilnehmen, in denen ihm ein Touchdown gelang.
Nach der Saison 2015 stellte Gallups ehemaliger High-School-Trainer den Kontakt zum Offensive Coordinator der Colorado State Rams her. Dieser sorgte für ein Stipendium für Gallup an der Colorado State University. In der ersten Spielzeit mit seinem neuen Team gelangen ihm 14 Touchdowns bei 1.272 gefangenen Yards.
Im Jahr 2017 war Gallup einer der letzten drei Finalisten für den Fred Biletnikoff Award, gewann die Auszeichnung jedoch nicht.
Nach der Saison wurde Gallup zum Senior Bowl eingeladen.

## Professionelle Karriere
Die Dallas Cowboys wählten den Wide Receiver in der dritten Runde, an 81. Stelle, des NFL Drafts 2018. Gallup unterschrieb daraufhin einen Vierjahresvertrag über 3,5 Millionen Dollar.
Sein NFL-Debüt als Rookie hatte Gallup am ersten Spieltag der Saison 2018. Bei der 16:8-Niederlage gegen die Carolina Panthers konnte er einen Pass für neun Yards Raumgewinn fangen. Gallup beendete seine erste Saison mit insgesamt 33 gefangenen Pässen für 507 Yards Raumgewinn. Ihm gelangen zwei Touchdowns.
Während der Saison 2019 verletzte Gallup sich abermals am Knie, wodurch eine Operation des Meniskus notwendig wurde. Er verpasste daraufhin zwei Saisonspiele. Gallup konnte am Ende der Saison 66 gefangene Pässe für 1.107 Yards vorweisen. Er erzielte sechs Touchdowns.
Im März 2022 unterschrieb Gallup eine Vertragsverlängerung um fünf Jahre im Wert von 62,5 Millionen US-Dollar in Dallas.
Am 15. März 2024 wurde Gallup von den Cowboys entlassen, nachdem er nach einem Kreuzbandriss 2021 nicht mehr an seiner vorherige Form hatte anschließen können. Im April 2024 nahmen die Las Vegas Raiders Gallup unter Vertrag. Allerdings entschied er sich kurz vor Beginn des Trainingscamps im Juli 2024 dazu, seine Karriere noch vor Saisonbeginn zu beenden.
Am 20. März 2025 entschied er sich zum Rücktritt vom Rücktritt und unterzeichnete einen Vertrag bei den Washington Commanders.